# ده نومیچ
ده نومیچ، روستایی از توابع بخش روداب (دهستان روداب غربی) شهرستان نرماشیر در استان کرمان ایران است.

## جمعیت
این روستا در دهستان روداب غربی قرار دارد و براساس سرشماری مرکز آمار ایران در سال ۱۳۸۵، جمعیت آن ۶۱ نفر (۱۶خانوار) بوده‌است.